# Johann Pollinger
Johann Pollinger (* 4. März 1866 in Otterzhofen, Bezirksamt Beilngries; † 30. April 1934 ebenda) war ein deutscher Politiker der BVP und Landwirt.
Pollinger besuchte von 1871 bis 1879 die Volksschule und im Anschluss bis 1882 die Sonntagsschule. 1885 übernahm er das elterliche Anwesen. 1894 wurde er Mitglied des Gemeinderat von Otterzhofen. Er war Kassier im Gemeindeausschuss. 1908 wurde er Bürgermeister von Otterzhofen.
Von 1896 bis 1919 war Mitglied des Distriktrates. 1900 wurde er Mitglied des Distriktausschusses. Im Bayerischen Landtag vertrat er in der 1. Wahlperiode den Stimmkreis Neumarkt/Opf und in der 3. Wahlperiode den Stimmkreis Neumarkt/Opf-Beilngries/Obb-Riedenburg/Ndb.
Ab 1904 war er Sachverständiger der Bayerischen Hagelversicherungsanstalt. 1904 wurde er Vorstand des oberpfälzischen Christlichen Bauernvereins und im Jahr darauf Distriktobmann. Daneben war Ökonomierat und 1. Vorsitzender der Bezirksbauernkammer Riedenburg.